# Axbridge
Axbridge är en ort och civil parish i grevskapet Somerset i England. Orten ligger vid floden Axe, cirka 24 kilometer sydväst om Bristol. Tätorten (built-up area) hade 2 057 invånare vid folkräkningen år 2011. Axbridge nämndes i Domedagsboken (Domesday Book) år 1086, och kallades då Aissebrige/Axebruge/Alsebruge.